# Pláka (ort i Grekland, Attika)
Pláka (Plaka Kerateas) är en ort i Grekland.   Den ligger i prefekturen Nomarchía Anatolikís Attikís och regionen Attika, i den sydöstra delen av landet, 40 km sydost om huvudstaden Aten. Pláka ligger 202 meter över havet och antalet invånare är 558.
Terrängen runt Pláka är kuperad åt nordväst, men åt sydost är den platt. Havet är nära Pláka åt sydost.  Närmaste större samhälle är Lávrio, 6,1 km sydost om Pláka. 